# NGC 7440
NGC 7440 é uma galáxia espiral barrada (SBa) localizada na direcção da constelação de Andromeda. Possui uma declinação de +35° 48' 11" e uma ascensão recta de 22 horas, 58 minutos e 32,5 segundos.
A galáxia NGC 7440 foi descoberta em 9 de Outubro de 1876 por Édouard Jean-Marie Stephan.